# Stephanopoides brasiliana
Espèce
Stephanopoides brasiliana est une espèce d'araignées aranéomorphes de la famille des Thomisidae.

## Distribution
Cette espèce se rencontrent au Brésil, en Colombie et au Panama.

## Description
La femelle holotype mesure 7,1 mm.
Les mâles mesurent de 5,90 à 6,20 mm et les femelles de 8,40 à 12,50 mm.

## Étymologie
Son nom d'espèce lui a été donné en référence au lieu de sa découverte, le Brésil.

## Publication originale
- Keyserling, 1880 : Die Spinnen Amerikas, I. Laterigradae. Nürnberg, vol. 1, p. 1-283 (texte intégral).